# Metriomantis vitrea
Metriomantis vitrea är en bönsyrseart som beskrevs av Hermann Burmeister 1838. Metriomantis vitrea ingår i släktet Metriomantis och familjen Mantidae. Inga underarter finns listade i Catalogue of Life.